# Lizbonska Baixa
Baixa ('središče mesta'), znana tudi kot Baixa Pombalina (IPA: [ˈbajʃɐ põbɐˈlinɐ]; 'Pombalinovo središče mesta'), je soseska v zgodovinskem središču Lizbone na Portugalskem. Sestavljen je iz mreže ulic severno od Praça do Comércio, približno med Cais do Sodré in četrtjo Alfama pod lizbonskim gradom, ter se razteza proti severu proti trgom Rossio in Figueira ter Avenida da Liberdade, drevoredu za svoje krojaške trgovine in kavarne.

## Zgodovina
Pombalinova Baixa je elegantno okrožje, ki je bilo zgrajeno predvsem po lizbonskem potresu leta 1755. Ime je dobil po Sebastião José de Carvalho e Melo, 1. markizu Pombalu, predsedniku vlade Jožefa I. Portugalskega od 1750 do 1777 in ključni osebnosti portugalskega razsvetljenstva, ki je prevzel vodstvo pri ukazu obnove Lizbone po potresu. Markiz Pombal je določil stroge pogoje za obnovo mesta in trenutni mrežni vzorec se močno razlikuje od organskega načrta ulic, ki je bil značilen za okrožje pred potresom.
Pombalinova Baixa je eden prvih primerov potresno odporne gradnje. Arhitekturne modele so testirali tako, da so čete korakale, da bi simulirale potres. Pomembne značilnosti struktur Pombaline vključujejo Pombalinovo kletko, simetrično ogrodje iz lesene mreže, namenjeno porazdelitvi potresne sile, in stene med terasami, ki so zgrajene višje od strešnega lesa, da zmanjšajo okužbo s požarom.

## Arheologija
V rimskih časih je bil estuarij središče pristaniške dejavnosti, soljenja rib in proizvodnje garuma.
Različne faze razvoja estuarija in zasedbe Baixe je mogoče videti v Arheološkem centru Rua dos Correeiros fundacije Millennium bcp.

## Prijava za Unescov seznam svetovne dediščine
Leta 2023 je lizbonski mestni svet formaliziral kandidaturo Baixe Pombaline za svetovno dediščino s prošnjo, naslovljeno na nacionalno Unescovo komisijo, ki je poudarila »izjemnost tega zgodovinskega območja«. 7. decembra 2004 je bila uvrščena na portugalski 'poskusni seznam' potencialnih območij svetovne dediščine, kar ga razglaša za boljše od načrtovanih območij v Edinburghu, Torinu in Londonu; v predložitvi je zlasti navedeno, da načrti za obnovo Londona po velikem požaru leta 1666 »ne izvajajo splošnih načel«, kot so tista, dosežena pri Pombalinu.